# Fred Hoaglin
Fred Hoaglin (Alliance, 28 gennaio 1944) è un ex giocatore di football americano e allenatore di football americano statunitense, che ha giocato nel ruolo di centro per undici stagioni nella National Football League (NFL). Fu scelto nel corso del sesto giro Draft NFL 1966 dai Cleveland Browns. Al college ha giocato a football all'Università di Pittsburgh.
In qualità di assistente allenatore dei New York Giants ha vinto i Super Bowl XXI e  XXV.

## Carriera
Hoaglin fu scelto nel corso del sesto giro del Draft 1966 dai Cleveland Browns. Fred disputò come titolare le prime 69 partite della carriera prima di subire un infortunio al tallone nel 1971. Nel 1969, egli fu convocato per il suo primo Pro Bowl in carriera. Hoaglin rimase coi Browns fino alla fine della stagione 1972 quando fu scambiato con i Baltimore Colts, franchigia con cui disputò solo la stagione 1973. Nuovamente scambiato con gli Houston Oilers, nel 1974 giocò 8 gare come titolare mentre nel 1975 giocò essenzialmente come centro di riserva e membro degli special team. Nel 1976, Hoaglin passò alla neonata franchigia dei Seattle Seahawks con cui disputò l'ultima stagione della carriera giocando 13 partite.
Hoaglin in seguito la lavorò come assistente allenatore per i Detroit Lions (1978–1984), i New York Giants (1985–1992), i New England Patriots (1993–1996) e i Jacksonville Jaguars (1997–2000).

## Vittorie e premi
(1) Pro Bowl (1969)

## Statistiche
| Partite totali | 142 |
| Fumble forzati | 5   |